# Síndrome del nido vacío
El síndrome del nido vacío es una sensación general de soledad que los padres u otros tutores pueden sentir cuando uno o más de sus hijos abandonan el hogar. Aunque es más común en las mujeres, puede ocurrir en ambos sexos. El matrimonio de un hijo o hija puede provocar sentimientos parecidos, ya que el papel e influencia de los padres a menudo se vuelve menos importante que el del nuevo cónyuge.
Un lazo maternal o paternal fuerte entre uno o ambos padres y su hijo puede empeorar esta condición. El papel de un padre cuando el hijo aún vive con ellos es más inmediato y cercano que el que es posible cuando viven en diferentes hogares, particularmente si la distancia física entre uno y otro significa una mayor dificultad para visitarse.

## Factores sociales y culturales
El síndrome del nido vacío se ha vuelto más importante en los tiempos modernos a medida que las familias extendidas son menos comunes que en las generaciones pasadas y las personas de la tercera edad empiezan a vivir solos.
En muchas culturas, como las de África, India, Medio Oriente y el Este Asiático, los ancianos son altamente estimados y se considera que sus descendientes tienen la obligación de cuidarlos y respetarlos. En contraste con la mayoría de las sociedades occidentales, las familias extendidas son comunes en esas regiones. Sin embargo, a medida que las ciudades adoptan costumbres occidentales como parte de su industrialización, los valores están cambiando gradualmente. En una sociedad moderna, a veces resulta inconveniente o no resulta práctico vivir con uno de los padres o cuidar de ellos exhaustivamente. Esto también se aplica si dichos padres fueron abusivos o represivos. El síndrome del nido vacío también está empezando a surgir en culturas donde los valores tradicionales entran en conflicto con la occidentalización de las costumbres, siendo un claro ejemplo el de la sociedad en Hong Kong.

## Tratamiento
Es normal que los padres tengan mucho más tiempo libre cuando un hijo se va del hogar, especialmente si ya no quedan más hijos en casa. Normalmente se aconseja que los padres encuentren nuevas actividades y distracciones para ocupar ese tiempo. Sin embargo, algunas depresiones pueden ser muy severas, en cuyo caso se recomienda que se busque ayuda profesional.
Algunos padres podrían evitar o aminorar los efectos de este síndrome, entrenándose cuando los hijos se van acercando a la edad adulta, preparando su mente para el momento en que ocurra la separación, de manera que "no les pille de sorpresa". Como padres, se puede pensar en que la separación va a llegar tarde o temprano, así que uno puede pensar y hacer su vida, imaginando que "ya vive sin la presencia de sus hijos", lo que conlleva empezar a pensar y dedicar más tiempo a sus propias amistades, aficiones y ocupaciones, que al cuidado de hijos e hijas. Y al mismo tiempo se puede dedicar a ayudar a sus hijas e hijos a construir unas robustas alas, para que abandonen el nido con ilusión, y les permitan llevar una vida lo más autónoma posible fuera del nido materno.